# (9549) Akplatonov
(9549) Akplatonov – planetoida z pasa głównego asteroid okrążająca Słońce w ciągu 4 lat i 78 dni w średniej odległości 2,61 j.a. Została odkryta 19 września 1985 roku w Krymskim Obserwatorium Astrofizycznym w Naucznym na Półwyspie Krymskim przez Nikołaja Czernycha i Ludmiłę Czernych. Nazwa planetoid pochodzi od Aleksandra Konstantynowicza Płatonowa (ur. 1931), badacza astrodynamiki i robotyki. Przed nadaniem nazwy planetoida nosiła oznaczenie tymczasowe (9549) 1985 SM2.